# Sura rufitibia
Sura rufitibia is een vlinder uit de familie wespvlinders (Sesiidae), onderfamilie Sesiinae.
Sura rufitibia is voor het eerst wetenschappelijk beschreven door Hampson in 1919. De soort komt voor in het Afrotropisch gebied.